# Deventer
Deventer – miasto we wschodniej Holandii, w prowincji Overijssel, nad rzeką IJssel, w pobliżu Apeldoorn. W XVII wieku ośrodek wydobycia i wytopu rud żelaza. W grudniu 2022 miasto zamieszkiwało 102 712 mieszkańców.
W mieście znajduje się stacja kolejowa Deventer.
W mieście rozwinął się przemysł metalowy, włókienniczy, chemiczny, poligraficzny oraz spożywczy.

## Galeria

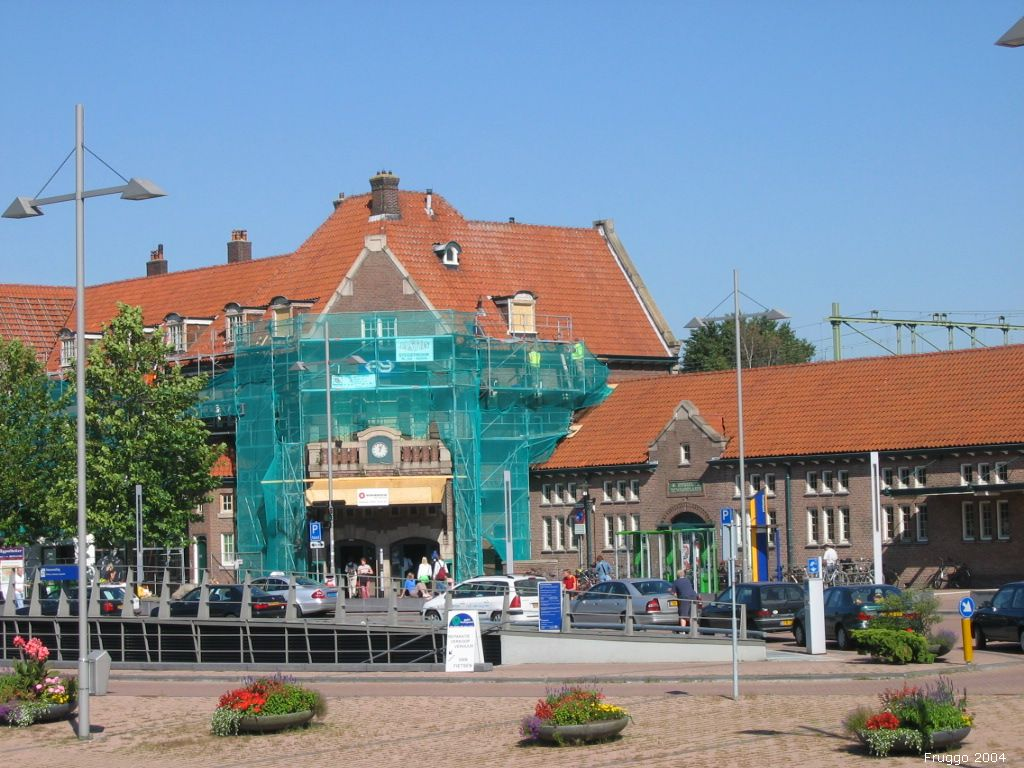
Stacja kolejowa w Deventer
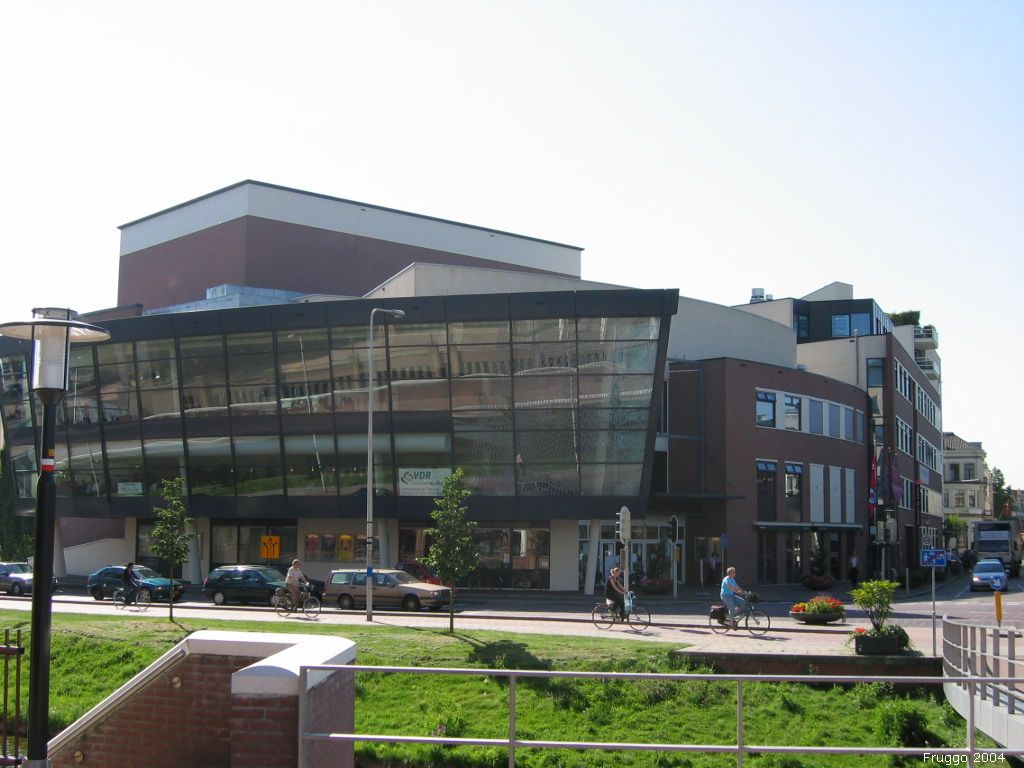
Teatr

## Miasta partnerskie
- London
- Sybin
- Tartu